# Олександр Доктуришвілі
Олександр Доктуришвілі (узб. Александр Дохтурушвили; нар. 22 травня 1980, Тбілісі) — грузинський та узбецький борець греко-римського стилю, чемпіон Європи, дворазовий чемпіон Азії, чемпіон Олімпійських ігор.

## Біографія
Боротьбою почав займатися з 1992 року. На початку своєї міжнародної спортивної кар'єри виступав за юніорську збірну Грузії. У її складі ставав бронзовим призером чемпіонату світу 1999 року, бронзовим призером чемпіонату Європи 1999 року, чемпіоном Європи 2000 року. 2001 виграв і дорослу Європейську першість у складі збірної Грузії. З 2003 року захищає кольори збірної Узбекистану. У її складі ставав дворазовим чемпіоном Азії та олімпійським чемпіоном. Виступав за спортивнийий клуб профспілок з Ташкента.
У 2010 році став головним тренером національної збірної Узбекистану з греко-римської боротьби.

## Виступи на Олімпіадах
| Змагання                    | Збірна     | Вагова категорія | Місце  |
| --------------------------- | ---------- | ---------------- | ------ |
| Літні Олімпійські ігри 2004 | Узбекистан | 74 кг            | Золото |

На літніх Олімпійських іграх 2004 року в Афінах став олімпійським чемпіоном. У півфіналі турніру з рахунком 5-2 виграв у переможця Сіднейської Олімпіади 2000 року Вартереса Самургашева з Росії, а у фіналі з рахунком 4-1 переміг Марко Ілі-Ханнукселу з Фінляндії.

## Виступи на Чемпіонатах світу
| Змагання                        | Збірна     | Вагова категорія | Місце |
| ------------------------------- | ---------- | ---------------- | ----- |
| Чемпіонат світу з боротьби 2001 | Грузія     | 69 кг            | 18    |
| Чемпіонат світу з боротьби 2005 | Узбекистан | 74 кг            | 7     |
| Чемпіонат світу з боротьби 2006 | Узбекистан | 84 кг            | 11    |

## Виступи на Чемпіонатах Європи
| Змагання                         | Збірна | Вагова категорія | Місце  |
| -------------------------------- | ------ | ---------------- | ------ |
| Чемпіонат Європи з боротьби 2001 | Грузія | 69 кг            | Золото |

## Виступи на Чемпіонатах Азії
| Змагання                       | Збірна     | Вагова категорія | Місце  |
| ------------------------------ | ---------- | ---------------- | ------ |
| Чемпіонат Азії з боротьби 2003 | Узбекистан | 74 кг            | Золото |
| Чемпіонат Азії з боротьби 2004 | Узбекистан | 74 кг            | Золото |
| Чемпіонат Азії з боротьби 2008 | Узбекистан | 84 кг            | 9      |

## Виступи на Азійських іграх
| Змагання           | Збірна     | Вагова категорія | Місце |
| ------------------ | ---------- | ---------------- | ----- |
| Азійські ігри 2006 | Узбекистан | 84 кг            | 5     |

## Виступи на інших змаганнях
| Змагання                                 | Збірна     | Вагова категорія | Місце  |
| ---------------------------------------- | ---------- | ---------------- | ------ |
| Олімпійський кваліфікаційний турнір 2004 | Узбекистан | 74 кг            | Срібло |
| Гран-прі Німеччини з боротьби 2004       | Узбекистан | 74 кг            | 9      |